# Suillellus permagnificus
Suillellus permagnificus (Pöder) Blanco-Dios, 2015 è un fungo della famiglia Boletaceae.

## Morfologia

### Gambo
Dal giallo al rosso, rosso scuro o marrone violaceo. Reticolo ben sviluppato e molto evidente.

## Habitat
Nelle zone mediterranee, in boschi caldi ed esposti, solitamente nella rizosfera della quercia.

## Etimologia
Dal latino per 'molto' e magnificus 'magnifico'.